# Български етимологичен речник
„Български етимологичен речник“ е многотомно издание, подготвено от Института за български език при БАН и описващо произхода на думите в българския език.
Издадени са 8 тома през периода 1971 – 2017 година. С издаването на осмия том покритието на българската лексика става от А до фя̀калка.
През май 2018 година сканирани копия на томовете от 1 – 7 на речника са публикувани на уебсайта на института.

## Включени думи
В речника се включват всички думи на езика, събрани до днес. Не се вземат чуждиците, които се използват почти изключително от двуезичното българско население, както и твърде специализираната терминология.

## Книги

### Том 1
- обхват: А – З
- редактор: Вл. И. Георгиев
- съставители: Вл. И. Георгиев, Ив. Гълъбов, Й. Заимов, Ст. Илчев
- издаден: София: Издателство на Българската академия на науките, 1971. – XCV, 679 стр.
  - преиздаден фототипно през: София: Академично издателство „Проф. Марин Дринов“, 2007. – XCV, 679 стр. – ISBN 978-954-322-082-3

### Том 2
- обхват: И – крепя̀
- редактор: Вл. И. Георгиев
- автори: В. И. Георгиев, Й. Заимов, Ст. Илчев, М. Чалъков, Й. Иванов, Д. Михайлова, В. Анастасов, У. Дукова, М. Рачева, Т. Тодоров. Участвали в обсъждането: Р. Бернар, Г. Риков, Е. Машалова, Л. Димитрова
- издаден: София: Издателство на Българската академия на науките, 1979. – 740 стр.

### Том 3
- обхват: крес1 – мѝнго1
- редактор: Вл. И. Георгиев
- автори: В. И. Георгиев, Р. Бернар, Ст. Илчев, М. Чалъков, Й. Н. Иванов, Д. Михайлова, В. Анастасов, Г. Риков, О. Младенова, У. Дукова, М. Рачева, Л. Димитрова-Тодорова, Т. Ат. Тодоров
- издаден: София: Издателство на Българската академия на науките, 1986. – 800 стр.

### Том 4
- обхват: минго2 – па̀дам
- редактори: Вл. И. Георгиев, Иван Дуриданов
- автори: В. Анастасов, Л. Димитрова-Тодорова, У. Дукова, Й. Н. Иванов, Д. Михайлова, О. Младенова, М. Рачева, Г. Риков, Т. Ат. Тодоров
- издаден: София: Академично издателство „Проф. Марин Дринов“, 1995. – 1003 стр. – ISBN 954-430-314-6

### Том 5
- обхват: падеж – пỳска
- редактори: Иван Дуриданов, Мария Рачева, Тодор Атанасов Тодоров
- автори: Васил Анастасов, Лиляна Димитрова-Тодорова, Уте Дукова, Йордан. Н. Иванов, Елена Машалова, Димитрина Михайлова, Олга Младенова, Мария Рачева, Георги Риков, Людвиг Селимски, Тодор Ат. Тодоров
- издаден: София: Академично издателство „Проф. Марин Дринов“, 1996. – 860 стр. – ISBN 954-430-315-4

### Том 6
- обхват: пỳскам – словàр2
- редактори: Мария Рачева, Тодор Атанасов Тодоров
- автори: Васил Анастасов, Христина Дейкова, Лиляна Димитрова-Тодорова, Уте Дукова, Димитрина Михайлова, Мира Начева, Мария Рачева, Георги Риков, Людвиг Селимски, Тодор Атанасов Тодоров
- издаден: София: Академично издателство „Проф. Марин Дринов“, 2002. – 886 стр. + поправки. – ISBN 954-430-633-1

### Том 7
- обхват: слòво – теря̀свам
- редактори: Тодор Атанасов Тодоров, Мария Рачева
- автори: Васил Анастасов, Христина Дейкова, Лиляна Димитрова-Тодорова, Уте Дукова, Димитрина Михайлова, Мира Нечаева, Мария Рачева, Георги Риков, Тодор Атанасов Тодоров
- издаден: София: Академично издателство „Проф. Марин Дринов“, 2010. – 973 стр. – ISBN 978-954-322-353-4

### Том 8
- обхват: тèсам – фя̀калка
- редактори: Лиляна Дойчева Димитрова-Тодорова, Людвиг Петров Селимски
- автори: Десислава Борисова, Мария Гарова, Христина Дейкова, Лиляна Димитрова-Тодорова, Димитрина Михайлова, Мария Рачева и Тодор Атанасов Тодоров
- издаден: София: Академично издателство „Проф. Марин Дринов“, 2017. – 886 стр. – ISBN 978-954-322-890-4

### Том 9
Започнала е работата върху деветия том на поредицата.